# Winter Ave Zoli
Winter Ave Zoli (nacida el 28 de junio de 1980) es una actriz y modelo estadounidense. Es conocida por su papel de Lyla Winston en la serie de televisión Sons of Anarchy de FX, Amy Snyder en Bosch (2017-2018) y Deserted (2016). Zoli también aparece en Agents of S.H.I.E.L.D. (2015) y Code Black (2017).

## Primeros años
Zoli nació en New Hope, Pensilvania, hija de Richard y Sue Uhlarik. Ella es de ascendencia checoslovaca parcial. A los 11 años se mudó con su familia a la República Checa. Asistió a la escuela media y secundaria en la Escuela Internacional de Praga. Estudió ballet, pero después de desarrollar su amor por el escenario y el oficio de actuar, pasó al teatro musical.
A los 13 años empezó a trabajar en producciones europeas y americanas que llegaban a Praga. A los 17 años, asistió al programa de teatro de la escuela de verano Carnegie-Mellon y, a los 19, se matriculó en la escuela de interpretación de la Atlantic Theatre Company en la ciudad de Nueva York, fundada por el dramaturgo David Mamet y el actor William H. Macy.

## Carrera
Después de graduarse del programa profesional, Winter se mudó a Los Ángeles. Apareció en la película Sex and Death 101 del 2007 como Alexis. Ocupó el papel principal de la legendaria Libuše en la película checa de 2009 The Pagan Queen. Winter obtuvo un mayor reconocimiento internacional con su papel principal como Lyla Winston en la exitosa serie de televisión estadounidense Sons of Anarchy. Posó desnuda en la edición de marzo de 2011 de la revista Playboy y comentó que "la desnudez no es un problema para [ella]".
En 2016, Winter protagonizó el largometraje Deserted junto a Mischa Barton, Jackson Davis, Trent Ford, Dana Rosendorff, Lance Henriksen, Jake Busey y Gerry Bednob. La película es un thriller psicológico sobre un grupo de amigos en un viaje por carretera a un festival de música en el "Valle de la Muerte, lo que los lleva a perderse irremediablemente en el terreno topográfico más impresionante, pero implacable del planeta".

## Filmografía

### Cine
| Año  | Título                                | Papel                 | Notas        |
| ---- | ------------------------------------- | --------------------- | ------------ |
| 1999 | Flawless                              | Tasha                 |              |
| 2003 | The League of Extraordinary Gentlemen | Eva                   |              |
| 2007 | Trust Me                              | Lolly                 |              |
| 2007 | Sex and Death 101                     | Alexis De Large (#37) |              |
| 2008 | Fold                                  | Rachel                | Cortometraje |
| 2008 | Maestro                               | Ariane                | Cortometraje |
| 2008 | Reservations                          | Marketa               |              |
| 2009 | The Pagan Queen                       | Libuse                |              |
| 2010 | Psych:9                               | Emma                  |              |
| 2011 | Prodigal                              | Angela O'Neil         | Cortometraje |
| 2012 | Bad Ass                               | Tatiana               |              |
| 2014 | Cat Run 2                             | Tatiana               | Video        |
| 2016 | Deserted                              | Rosemary              |              |
| 2016 | Spaceman                              | Sra. Lee              |              |
| 2020 | Superman: Red Son                     | Svetlana (voz)        | Video        |
| 2022 | Father Stu                            | Allison               |              |
| 2022 | Savage Salvation                      | Darlene               |              |

### Televisión
| Año       | Título                 | Papel                | Notas                       |
| --------- | ---------------------- | -------------------- | --------------------------- |
| 1999      | The Scarlet Pimpernel  | Cecile               | "A King's Ransom"           |
| 2004      | Wuthering Heights      | Isabella Linton      | Película de televisión      |
| 2005      | Revelations            | Anna-Theresa         | Miniserie de televisión     |
| 2009      | The Philanthropist     | Ivana Kleiner        | "Paris"                     |
| 2009–2014 | Sons of Anarchy        | Lyla Dvorak-Winston  | Recurrente (temporadas 2–7) |
| 2011      | Chaos                  | Irina                | "Eaten by Wolves"           |
| 2012      | Perception             | Paulina              | "Faces"                     |
| 2015      | Agents of S.H.I.E.L.D. | Eva Belyakov         | "Melinda"                   |
| 2015      | Legends                | Det. Gabriella Laska | Protagonista (temporada 2)  |
| 2017      | Code Black             | Monica               | "One in a Million"          |
| 2017–18   | Bosch                  | Amy Snyder           | Recurrente (temporadas 3–4) |